# Watermelon Sugar
〈Watermelon Sugar〉는 영국의 싱어송라이터 해리 스타일스의 두 번째 스튜디오 음반 《Fine Line》 (2019년)의 노래로, 음반의 두 번째 트랙에 포함되어 있다. 스타일스는 미치 롤랜드와 이 곡의 프로듀서인 타일러 존슨, 키드 하푼과 함께 이 곡을 작사, 작곡했다. 그들은 리처드 브로티건의 미국의 소설 《수박 설탕 속에서》 (1968년)에 영감을 받았다. 〈Watermelon Sugar〉는 호른과 기타로 움직이는 펑크 팝, 록, 인디 팝 곡이다.
원래 2019년 11월 16일 《Fine Line》에서 프로모션 싱글로 발매된 〈Watermelon Sugar〉는 이후 2020년 5월 15일에 음반의 네 번째 싱글로 발매되었다. 그 노래는 일반적으로 음악 평론가들에게 호평을 받았다. 이 싱글은 상업적으로도 좋은 성적을 거두어 영국, 호주, 캐나다, 미국을 포함한 20개 이상의 국가에서 10위 안에 정점을 찍었고, 여기서 스타일스의 첫 번째 빌보드 핫 100 차트 1위 싱글이 되었다. 2021년 그래미 어워드 최우수 팝 솔로 퍼포먼스상을 수상했으며, 같은 해 제41회 브릿 어워드에서 올해의 노래상을 수상했다.
2020년 5월 18일에 〈Watermelon Sugar〉의 뮤직 비디오가 공개되어 많은 호평을 받았다. 브래들리 & 파블로가 감독하고 캘리포니아주 말리부에서 촬영한 이 비디오는 스타일스가 해변에서 춤추고 수박을 먹는 수많은 사람들과 함께 등장한다. 스타일스는 《새터데이 나이트 라이브》와 《투데이》를 포함한 많은 라이브 TV 공연으로 싱글을 홍보했다.

## 배경 및 발매
〈Watermelon Sugar〉는 스타일스, 미치 롤랜드, 프로듀서 타일러 존슨과 키드 하푼이 썼다. 이 곡은 2017년 9월 스타일스가 Harry Styles: Live on Tour를 쉬는 동안 처음으로 쓰여졌다.  그들은 테네시주 내슈빌에 있는 동굴 스튜디오로 가서 놀기만 하면서 세션을 시작했다. 그들은 결국 몇 가지 아이디어를 내기 시작했고 반복되는 후렴구 멜로디를 생각해냈다. 그들은 리처드 브로티건이 쓴 《수박 설탕에서》라는 책을 가지고 있었고 그것이 훅처럼 멋지게 들릴 것이라고 생각했다. 이 노래는 우연히 《수박 설탕 속에》서의 팬인 스타일스의 전 여자친구 카밀 로우에 관한 이야기로 소문이 나 있다.
이 곡은 2019년 10월 22일에 "키위가 수박 설탕이 달릴 수 있도록 걸어갔다(Kiwi walked so Watermelon Sugar could run)"라는 트윗을 통해 스타일스에 의해 처음으로 놀림을 받았다. 얼마 지나지 않아 아이튠즈에 의해 《Fine Line》의 두 번째 트랙으로 발표되었다. 〈Watermelon Sugar〉는 2019년 11월 16일 23시 30분(UTC 11월 17일 4시 30분)에 《Fine Line》의 첫 프로모션 싱글로 첫 선을 보였다. 그것은 손에 수박을 들고 있는 것을 제외하고는 《Fine Line》의 커버 아트를 보여주는 오디오 비디오와 함께 제공되었다. 이 곡은 이후 2020년 5월 15일 호주에서 네 번째 공식 싱글로 컨템포러리 히트 라디오에 영향을 미쳤으며 이탈리아, 캐나다, 미국에서도 라디오로 보내졌다. 스타일스는 수박에서 영감을 받은 배경 위에 노래의 다양한 가사를 가진 그의 웹사이트의 밈 발전기로 그것을 홍보했다.

## 상업적 성과
2019년 11월, 영국 싱글 차트에서 35위로 데뷔했으며, 이는 스타일스의 세 번째 영국 톱 40 싱글이 되었다. 2020년 1월, 차트에서 17위를 기록했다. 2020년 5월 공식 싱글 발매 후, 〈Watermelon Sugar〉는 35위로 차트에 재진입했고, 이후 2020년 8월에 4위로 올라 음반에서 두 번째로 높은 차트 기록을 세웠다. 2020년 10월 기준으로 936,260개의 판매량을 기록하고 있으며 영국 축음기 협회로부터 플래티넘 인증을 받았다. 아일랜드에서는 2019년 11월 아이리시 싱글 차트에서 24위로 데뷔했으며, 2020년 6월에는 4위에 올랐다. 스코틀랜드에서는 2020년 5월 78위로 다시 차트에 진입했고, 그 다음 달에 2위로 정점을 찍었다. 그리스에서는 2020년 2월 15일에 36위로 데뷔했지만, 6월 29일에 6위로 정점을 찍었다.
《Fine Line》의 발매 후, 〈Watermelon Sugar〉는 호주의 ARIA 차트에서 38위로 데뷔했고, 이후 5주 만에 12위로 새로운 정점에 도달했다. 2020년 5월에 공식 싱글로 발매된 후, 이 트랙은 다시 차트에 진입했고, 2020년 6월에 6위라는 새로운 정점에 도달했다. 뉴질랜드에서, 이 노래는 33위로 데뷔했고 지금까지 4위로 정점을 찍었다. 그것은 두 나라 모두에서 플래티넘 인증을 받았다.

## 곡 목록
카세트 및 7인치 바이닐
1. "Watermelon Sugar" – 2:53
2. "Watermelon Sugar" (Instrumental Version) – 2:53

## 인증
| 국가                                                             | 인증                   | 판매량/출하량 |
| ---------------------------------------------------------------- | ---------------------- | ------------- |
| 아르헨티나 (CAPIF)                                               | 1× 플래티넘            | 40,000        |
| 오스트레일리아 (ARIA)                                            | 10× 플래티넘           | 700,000       |
| 오스트리아 (IFPI 오스트리아)                                     | 3× 플래티넘            | 90,000        |
| 벨기에 (BEA)                                                     | 플래티넘               | 40,000        |
| 브라질 (Pro-Música Brasil)                                       | 3× 다이아몬드          | 480,000       |
| 캐나다 (뮤직 캐나다)                                             | 다이아몬드             | 800,000       |
| 덴마크 (IFPI Danmark)                                            | 2× 플래티넘            | 180,000       |
| 프랑스 (SNEP)                                                    | 다이아몬드             | 333,333       |
| 독일 (BVMI)                                                      | 플래티넘               | 400,000       |
| 이탈리아 (FIMI)                                                  | 2× 플래티넘            | 140,000       |
| 멕시코 (AMPROFON)                                                | 다이아몬드+4× 플래티넘 | 540,000       |
| 뉴질랜드 (RMNZ)                                                  | 3× 플래티넘            | 90,000        |
| 노르웨이 (IFPI 노르웨이)                                         | 2× 플래티넘            | 120,000       |
| 폴란드 (ZPAV)                                                    | 4× 플래티넘            | 80,000        |
| 포르투갈 (AFP)                                                   | 6× 플래티넘            | 60,000        |
| 스페인 (PROMUSICAE)                                              | 2× 플래티넘            | 80,000        |
| 스위스 (IFPI 스위스)                                             | 2× 플래티넘            | 40,000        |
| 영국 (BPI)                                                       | 3× 플래티넘            | 1,800,000     |
| 미국 (RIAA)                                                      | 5× 플래티넘            | 5,000,000     |
| 스트리밍                                                         |                        |               |
| 그리스 (IFPI 그리스)                                             | 2× 플래티넘            | 4,000,000     |
| 판매량+스트리밍을 기반으로 한 인증 · 스트리밍을 기반으로 한 인증 |                        |               |

## 같이 보기
- 2020년 빌보드 핫 100 차트 1위 목록